# Gerhard Hachmann

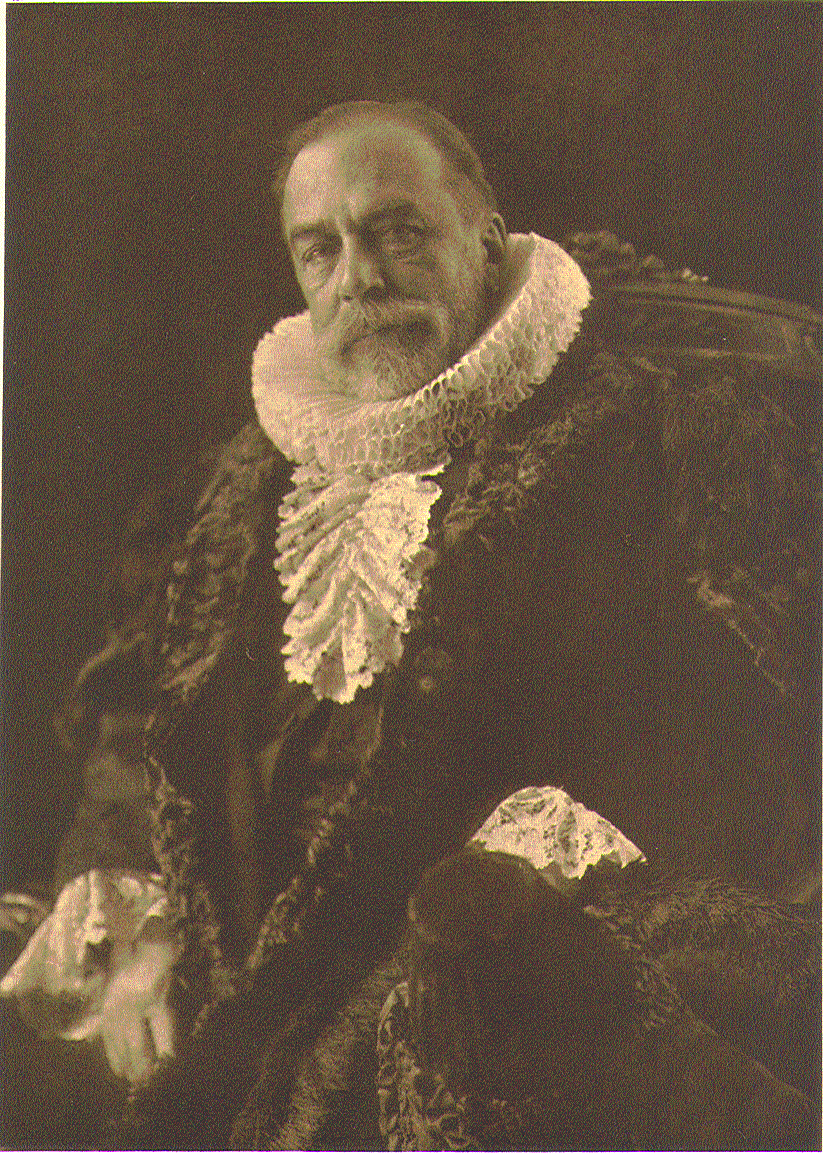
Bürgermeister Hachmann (1904)

Gerhard Hachmann (* 10. Mai 1838 in Hamburg; † 5. Juli 1904 ebenda) war ein deutscher Rechtsanwalt. Jahrzehntelang wirkte er in der Hamburgischen Bürgerschaft, u. a. als Bürgermeister.

## Leben
Hachmanns Vater war Arzt in Hamburg. Nach anfänglichem Schulbesuch in Hamburg trat Hachmann am 29. September 1853 in die Unterprima vom Johanneum Lüneburg. Nachdem er am 28. Februar 1856 die Maturitätsprüfung bestanden hatte, studierte er an der Universität Leipzig Rechtswissenschaft. 1857 wurde er im Corps Lusatia Leipzig recipiert. Als Inaktiver wechselte er an die Ruprecht-Karls-Universität Heidelberg. Am 7. September 1860 wurde er in Hamburg als Advokat zugelassen. Im selben Jahr wurde er Mitglied des Academischen Clubs zu Hamburg. Er war nicht erfolgreich und hatte große Probleme mit seinem Sozius. So legte er sein Anwaltsmandat nieder und wurde 1866 Direktor der Hanseatischen Baugesellschaft. Diese machte im selben Jahre pleite, und Hachmann verlor sein Vermögen. Auch die folgenden Jahre war er stark verschuldet. Er wurde 1878 wieder Anwalt, diesmal mit George Heinrich Embden als Sozius und er hatte mehr Erfolg.
1868 wurde Hachmann in die Hamburger Bürgerschaft gewählt und wurde 1869 erst zum Schriftführer, später zum ersten Vizepräsidenten gewählt. Dieses Amt hatte er bis 1877 inne. 1877 wurde er zum Präsidenten der Hamburgischen Bürgerschaft gewählt. Dieses Amt hatte er bis Januar 1885 inne. 1879 trat Carl August Schröder, ein späterer Hamburger Bürgermeister in die Sozietät von Hachmann ein. Da Hachmann geschickt verhandeln konnte und zu Kompromissen fähig war, erlangte er hohe Anerkennung. Am 12. Januar 1885 wurde Hachmann für den wegen Krankheit entlassenen Octavio Schroeder in den Hamburger Senat 1861–1919 gewählt. Er wurde im Senat Polizeiherr, dieses Amt gab er erst ab, als er am 1. Januar 1900 stellvertretender Bürgermeister wurde. Zwischenzeitlich stand er auch dem Armenwesen vor und berief 1893 Emil Münsterberg nach Hamburg, um das Hamburger Armenwesen zu reformieren. Durch das krankheitsbedingte Ausscheiden von Bürgermeister Johannes Christian Eugen Lehmann wurde er am 19. November 1900 Erster Bürgermeister, mit einer Amtszeit, die bis zum 31. Dezember 1901 reichte. Im Jahre 1903 war er wieder stellvertretender Bürgermeister, 1904 wurde er wieder Erster Bürgermeister.
Hachmann war ein schwerarbeitender, fähiger Verwalter, der gut delegieren konnte, Fachleuten die Entscheidungen überließ, seine eigene Meinung aber schwer durchsetzen konnte. Dies zeigte sich auch während der Choleraepidemie von 1892, als Hachmann als Leiter der zuständigen Behörden den Ernst der Lage nicht erkannte. Damals entmachtete ihn Johannes Versmann de facto, um die nötigen Schritte einzuleiten.

## Erinnerung

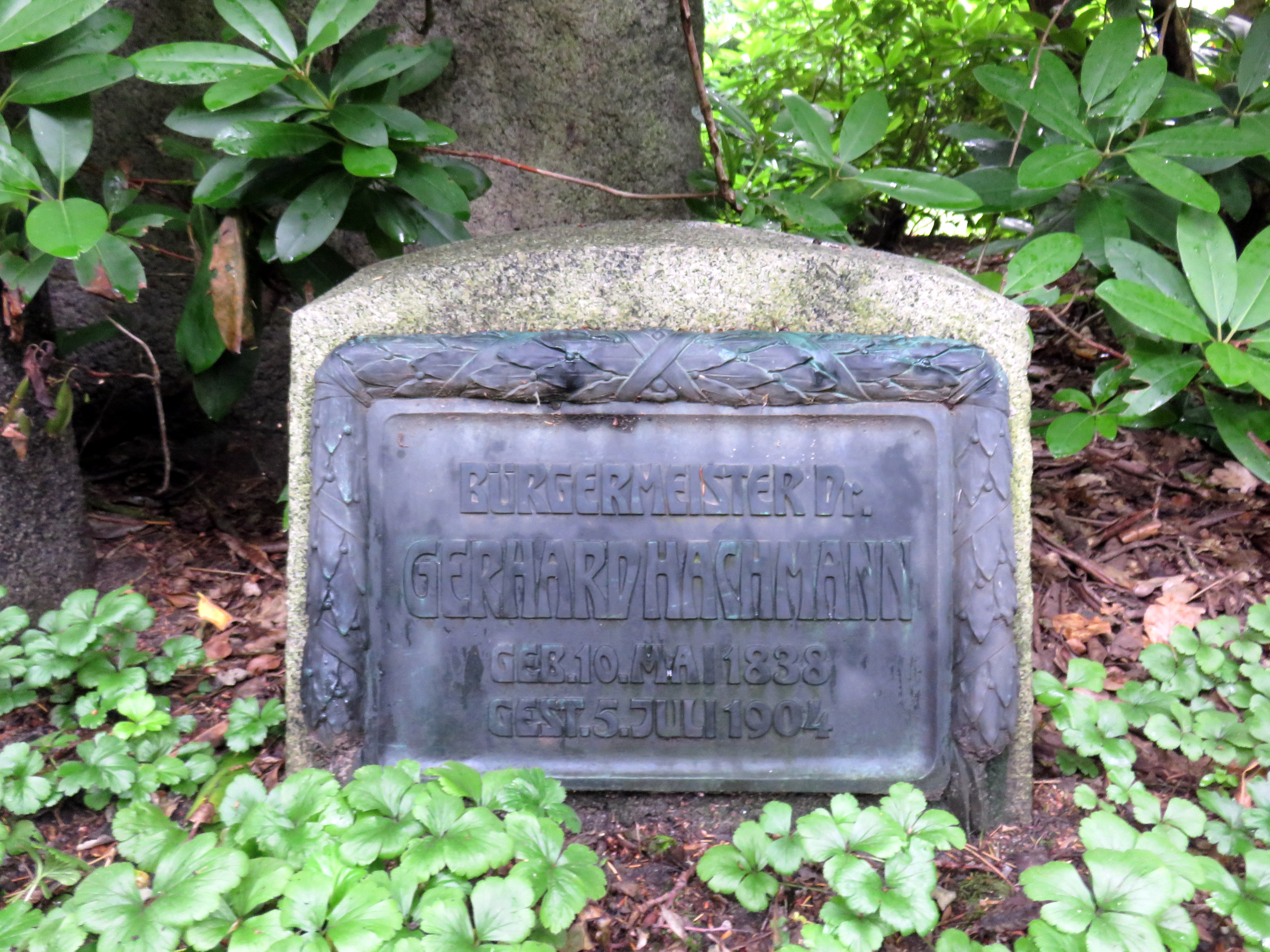
Grab auf dem Friedhof Ohlsdorf

Gerhard Hachmann wurde auf der Grabstätte seiner Familie auf dem Friedhof Ohlsdorf im Planquadrat AA 10 beigesetzt. 1909 wurden der Hachmannplatz zwischen dem Hauptbahnhof und dem neuen Bieberhaus, 1930 der Hachmannkai und 1941 die Hachmannbrücke (beide im Stadtteil Steinwerder) nach ihm benannt. Am 4. September 2011 wurde ein Teil des Platzes in „Heidi-Kabel-Platz“ umbenannt.